# شوریوگه
شوریوگه (به صربی: Ševrljuge) یک منطقهٔ مسکونی در صربستان است که در کوسیریچ واقع شده‌است. شوریوگه ۳۳۴ نفر جمعیت دارد.